# Sacelo dos Lares Querquetulanos
O Sacelo dos Lares Querquetulanos (em latim: Larum Querquetulanum sacellum ou Lares Querquetulani Sacellum) foi um santuário da Roma Antiga que teria existido em Roma. Segundo descrito por Marco Terêncio Varrão, localizava-se sobre o Monte Esquilino. Esta localização, contudo, é contestada tendo ele provavelmente existido sobre o Monte Célio, originalmente conhecido como Monte Querquetulano, onde estavam a Porta Querquetulana e um bosque de carvalhos (em latim: quercus). Nada se sabe sobre este edifício, exceto que teria sido um dos edifícios religiosos construídos na Compitália em vez de um santuário sagrado (aedes sacra).